# Who's Your Daddy?
„Who's Your Daddy?“ je treći singl finske hard rok grupe Lordi sa albuma The Arockalypse. Lordi su za ovu pesmu snimili i spot koji je objavljen takođe 2006. godine.

## Muzički spot
Radnja spota počinje u staromodnoj, napuštenoj roler-diskoteci. Dečko sa koledža i njegova devojka počinju da plešu. Međutim, devojka ga odguruje na binu i skida gornji deo, otkrivajući svoj srebrni brus. Dok se dečko naginje ka njoj kako bi je poljubio, ona nestaje i bend se pojavljuje. Mr. Lordi vaskrsava 12 povampirenih devojaka koje su obučene isto kao i devojka sa početka spota. Nakon toga vampirice počinju da igraju ispred benda. U toku pesme vampirice vezuju dečka i na samom kraju pesme, na znak Mr. Lordija, prilaze mu, grizu ga i rastržu.

## Lista pesama
Finsko izdanje:
1. Whos Your Daddy?
2. Who's Your Daddy? (skraćeno radio izdanje)
3. Devil Is A Loser (uživo)

GSA izdanje:
1. Who's Your Daddy? (skraćeno radio izdanje)
2. Devil Is A Loser (uživo)

GSA specijalno ograničeno izdanje:
1. Who's Your Daddy? (skraćeno radio izdanje)
2. Evilove (prethodno neobjavljena pesma)
3. They Only Come Out At Night (album verzija, sa Udom Dirkšnajderom)
4. Devil Is A Loser (uživo)

## Članovi benda
- Mr. Lordi - Vokal
- Amen - Gitara, Prateći vokal
- Kalma - Bas gitara, Prateći vokal
- Enary - Klavijature, Prateći vokal
- Kita - Bubnjevi, Prateći vokal

## Liste
„Who's Your Daddy“ je 9. septembra 2006. izbila na #1 mesto finske liste singlova ali je zatim ubrzo ispala iz prvih 20. U Švedskoj je stigla do #14 mesta 22. avgusta 2006, i #21 mesta u Austriji 23. avgusta 2006. U Nemačkoj je 26. avgusta 2006. dostigla #33 mesto.

## Reflist
1. ↑   Top40-charts.com viewed Feb. 9, 2007